# Сарагоський договір
Сарагоський договір (ісп. Tratado de Zaragoza; порт. Capitulação de Saragoça) — договір, укладений між Іспанією та Португалією 22 квітня 1529 року. У ньому була встановлена демаркаційна лінія між сферами впливу обох морських держав в східній півкулі.
Сарагоський договір служив доповненням до тордесільяського договору, укладеним між цими державами в 1494 році. По ньому була проведена лінія розмежування інтересів цих країн в Західній півкулі. Оскільки в той час достеменно не було відомо, що Земля — куля, сфери інтересів обох держав зіткнулися на Тихому океані, внаслідок чого знадобилося їх розмежування і тут.
Східною демаркаційною лінією послужила лінія, що пролягає за 297,5 ліг на схід від Молуккських островів, поблизу 145 градуса східної довготи. За договором лінія повинна була пролягати між Маріанськими островами і островом Гуам, що називалися тоді Санто-Томе і Лас Велас. Землі і моря на схід від лінії відходили до Іспанії, а на захід — до Португалії. Крім цього договір затвердив угоду про продаж Іспанією Португалії прав на Молуккський архіпелаг за 350 тисяч дукатів.